# أليتا رومان
أليتا رومان (بالإسبانية: Alita Román) هي ممثلة أفلام أرجنتينية، ولدت في 24 أغسطس 1912 م وتُوفيت في 15 أبريل عام 1989 م. وقد نشطت في المجال السينمائي في العصر الذهبي للسينما الأرجنتينية، وذلك بين عامي 1940 م و1960 م.
وقد ظهرت أليتا في قرابة خمسين فيلماً، وذلك بين عامي 1934 م و1982 م. وقد عرفت بأدوارها المساندة؛ إذ فازت بجائزة أفضل ممثلة مساندة من الأكاديمية الأرجنتينية للفنون السينمائية والعلوم وذلك عن دورها في فيلم كونكريتو دي الماس، كما كان لها أدوار في عدد من الأفلام الأخرى التي حققت نجاحا كبيراً. أيضاً، فإن أليتا كان لها أدوار في المسرح والمرناة والإذاعة.

## وصلات خارجية
- أليتا رومان على موقع IMDb (الإنجليزية)

- أليتا رومان على Cinenacional